# Большой Ленавож
Большой Ленавож, Большая Лена-Вож — река в России, протекает в Вуктыльском округе и Сосногорском районе Республики Коми. Устье реки находится в 102 км по левому берегу реки Велью. Длина реки составляет 27 км.
Исток реки в болотах в 35 км к юго-западу от села Дутово. Река в верхнем течении течёт на запад, в нижнем течении поворачивает на юго-запад, всё течение проходит по заболоченному таёжному лесу. В среднем течении перетекает из Вуктыльского округа в Сосногорский район. Русло сильно извилистое, в низовьях образует старицы. Ширина реки у устья — 17 метров, скорость течения 0,7 м/с.

## Данные водного реестра
По данным государственного водного реестра России относится к Двинско-Печорскому бассейновому округу, водохозяйственный участок реки — Печора от истока до водомерного поста у посёлка Шердино, речной подбассейн реки — Бассейны притоков Печоры до впадения Усы. Речной бассейн реки — Печора.
По данным геоинформационной системы водохозяйственного районирования территории РФ, подготовленной Федеральным агентством водных ресурсов:
- Код водного объекта в государственном водном реестре — 03050100112103000060481
- Код по гидрологической изученности (ГИ) — 103006048
- Код бассейна — 03.05.01.001
- Номер тома по ГИ — 03
- Выпуск по ГИ — 0